# Antônio Augusto de Assis
Dom Antônio Augusto de Assis (5 de dezembro de 1863 — 7 de fevereiro de 1961) foi um bispo brasileiro da Igreja Católica. Foi bispo diocesano de Pouso Alegre, Guaxupé e Jaboticabal. Foi também arcebispo titular de Berytus.

## Biografia
Nasceu em Lagoa Dourada, então Diocese de Mariana, Minas Gerais, província do então Império do Brasil.
Foi ordenado presbítero a 24 de abril de 1892. Em 10 de julho de 1907, foi nomeado Bispo Titular de Sura e Coadjutor de Pouso Alegre, sendo bispo diocesano Dom João Batista Correia Néri. Foi sagrado a 17 de novembro de 1907. Com a transferência de Dom Néri para sua terra natal, Campinas, que fora escolhida para sediar uma das primeiras dioceses do interior paulista, Dom Assis foi nomeado Vigário Capitular de Pouso Alegre, em outubro de 1907, e nesta qualidade regeu a Diocese até maio de 1909.
Em 27 de janeiro de 1909, foi nomeado Bispo de Pouso Alegre, tomando posse a 17 de novembro deste mesmo ano. Criada a Diocese de Guaxupé, foi para lá transferido, sendo seu primeiro bispo e Administrador Apostólico. A 2 de agosto de 1918, foi nomeado Arcebispo Titular de Deoclecianópolis e Auxiliar de Dom Silvério Gomes Pimenta, Arcebispo de Mariana, permanecendo como tal até a posse de Dom Helvécio Gomes de Oliveira, época em que se retirou para o Rio de Janeiro.
Com a criação da Diocese de Jaboticabal, a 25 de janeiro de 1929, foi chamado pela Santa Sé para ser seu dirigente, no dia 5 de agosto de 1931, quando se torna seu primeiro bispo, sem que houvesse a perda de seu título de Arcebispo. Sua posse solene deu-se a 8 de novembro de 1931.
Dom Assis faleceu dia 7 de fevereiro de 1961. Seus restos mortais encontram-se depositados na cripta da Catedral de Nossa Senhora do Carmo de Jaboticabal.